# Église Saint-Yves des Quatre-Routes
L'église Saint-Yves est une église catholique située avenue Lénine à La Courneuve (Seine-Saint-Denis), près du carrefour des Quatre-Routes (Place du 8-Mai-1945).

## Histoire

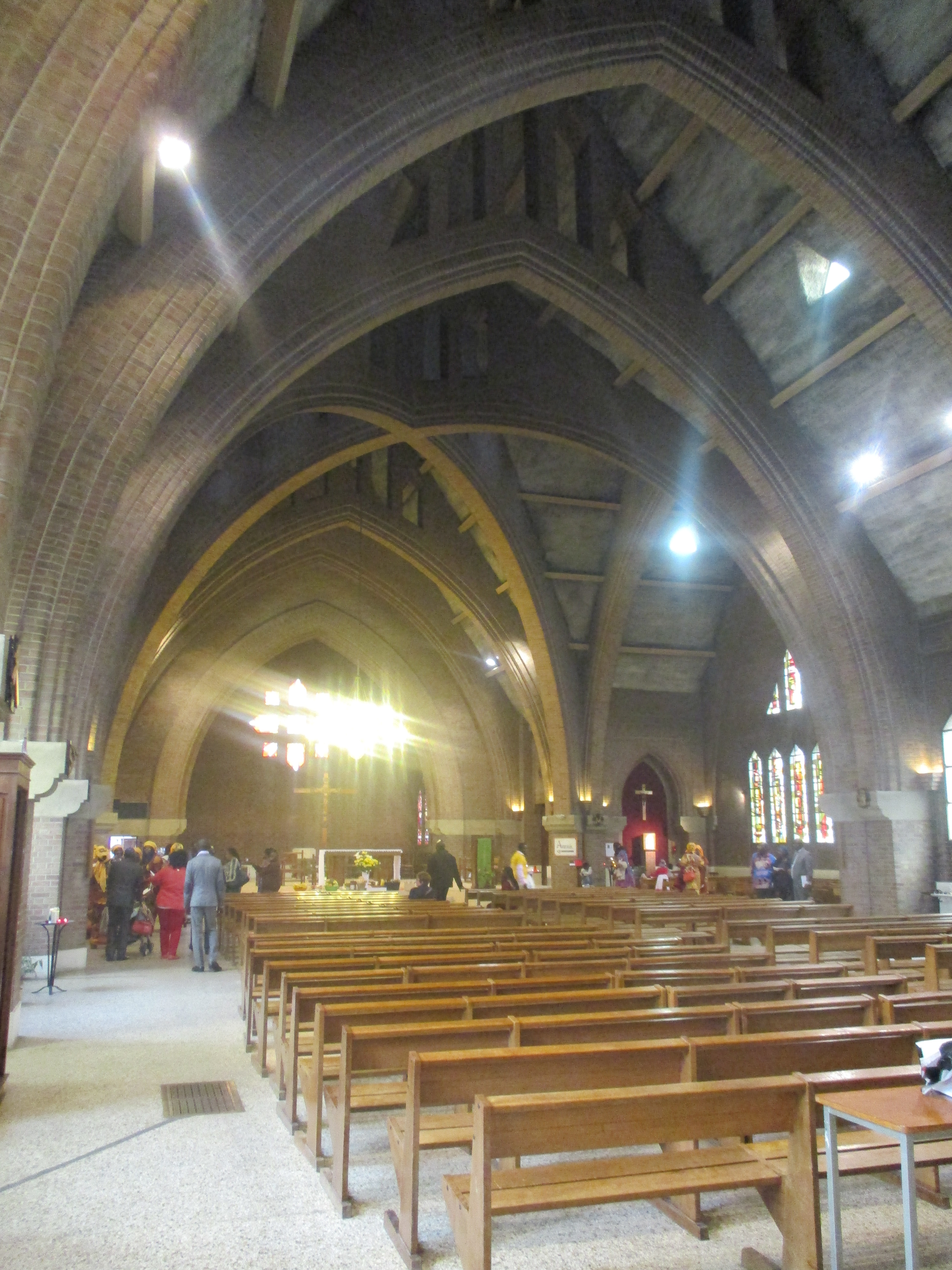
Intérieur de la nef.

En 1927, le père Lhande, dans son livre Le Christ dans la Banlieue, alerte l’opinion sur le besoin urgent d’églises et d’évangélisateurs dans les « milieux ouvriers de la banlieue de Paris ». Ainsi, le secteur La Courneuve-Bobigny-Drancy « attend toujours ses canalisations, son électricité, ses magasins rutilants, son cinéma. Ce que Paris lui a envoyé, ce sont d’abord par milliers et milliers, ses pauvres hères, ses indésirables, ses Turcs, ses Serbes, ses Tchécoslovaques, ses Arabes puis, plus tard, dès qu’on a pu construire un peu proprement, ses ouvriers, ses cheminots, ses petits employés. Il s’érige là, chaque mois, une centaine de constructions nouvelles…».
Le terrain avait été acheté par l’abbé Dallant en 1923. En 1928, on y construit une maison d’œuvre : salle, chapelle, avec logement pour un prêtre, l’abbé Le Quellec, qui fut envoyé en janvier 1929. Ce Breton choisit saint Yves comme patron pour l’église. Depuis 1924, un autre prêtre avait commencé à rassembler de jeunes ouvriers du quartier  dans une salle, rue Danton. La paroisse est née. Un dispensaire, confié aux Sœurs de Saint Vincent de Paul, et un jardin d’enfants s’ouvraient également ; manquait l’église. Elle sera offerte par un couple de bienfaiteurs, le vicomte et la vicomtesse de Gourcuff. On dit que, désireux de bâtir une église, ils sont venus aux Quatre-Routes de La Courneuve, signalé comme lieu propice, et y virent un bébé couché dans une caisse à savon !
Les architectes Michel Bridet et Pierre Robert dessinèrent les plans. La première pierre fut posée le 15 juin 1930, par le cardinal Verdier qui revint bénir la nouvelle église (la 16e des chantiers du cardinal) le 26 novembre 1933. On dit que le cardinal fit de fréquentes visites à Saint-Yves, l’une des nouvelles églises qu’il préférait : il la fit visiter à de nombreuses personnalités.

## Architecture
L’église présente une élégante silhouette avec un svelte clocher au toit pointu, qui surplombe le porche en arc brisé. En béton armé recouvert de briques rouges, l’intérieur mesure 45,6 mètres de long sur 23,22 mètres dans le transept ; en croix latine, avec de grands arcs en forme ogivale, il ne comporte aucune colonne. Un peu sombre, ses proportions simples, majestueuses et harmonieuses sont éclairées par des vitraux de Roger Bâteau, peintre verrier, et, surtout par un très grand lustre parfaitement au centre. La sonorisation rénovée permet à la paroisse d’y faire jouer en permanence une musique religieuse qui accentue la sérénité des lieux. Des travaux d’amélioration des accès sont menés en 2012.
À l’intérieur, on trouve quelques statues, l'une créée par Georges Serraz, de la Vierge accroupie embrassant la main de Jésus reposant allongé et les autres en plâtre par Yvonne Parvillée, de saint Antoine et de Jeanne d'Arc, réalisées dans un style art déco très épuré. Une statue en bois de saint Yves en habits d’avocat est due à Gustave Dermigny. Un lustre en verre éclaire cette église dessinée en croix latine. 

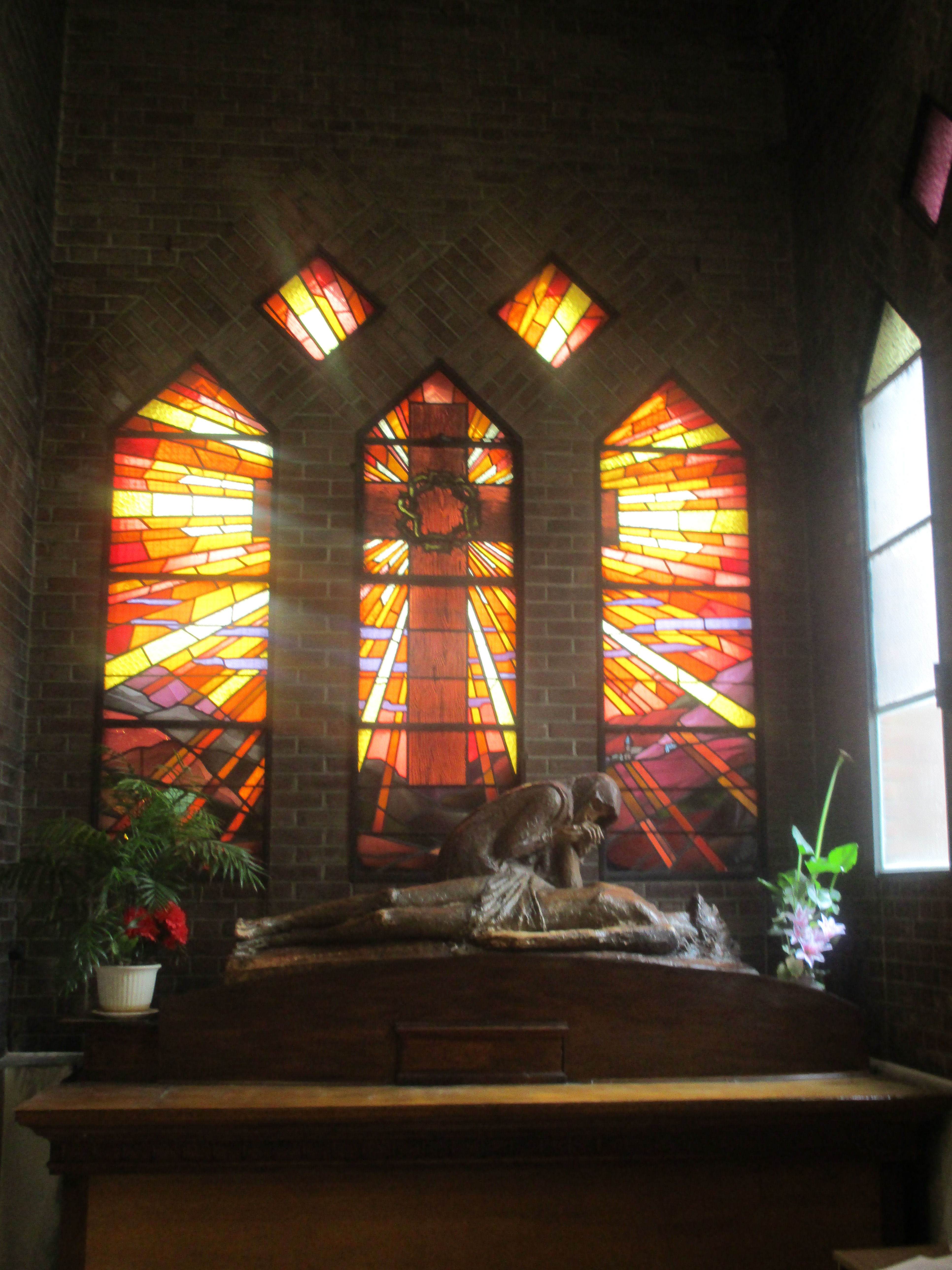
Christ au Tombeau par Serraz
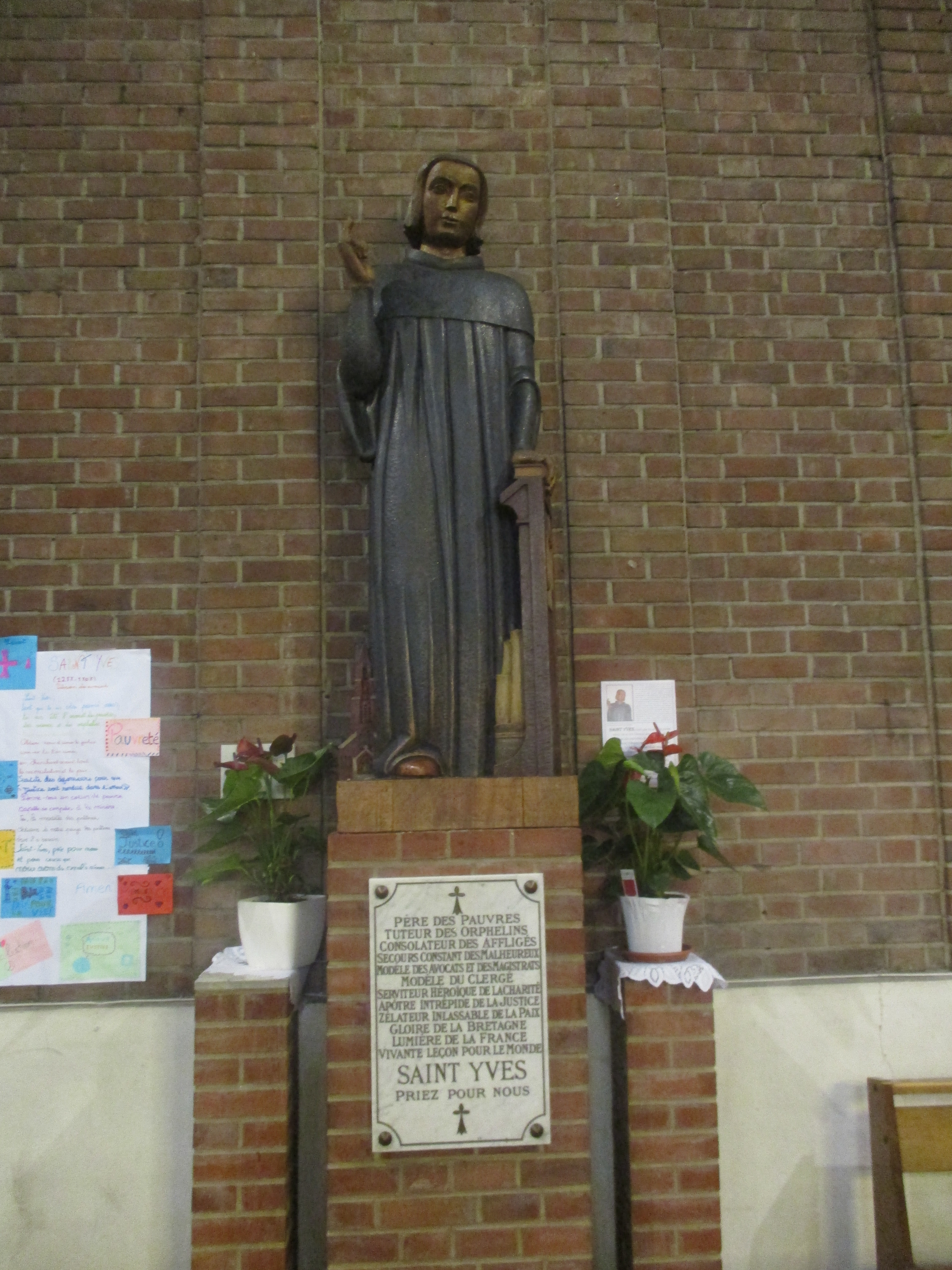
Statue de saint Yves par Dermigny
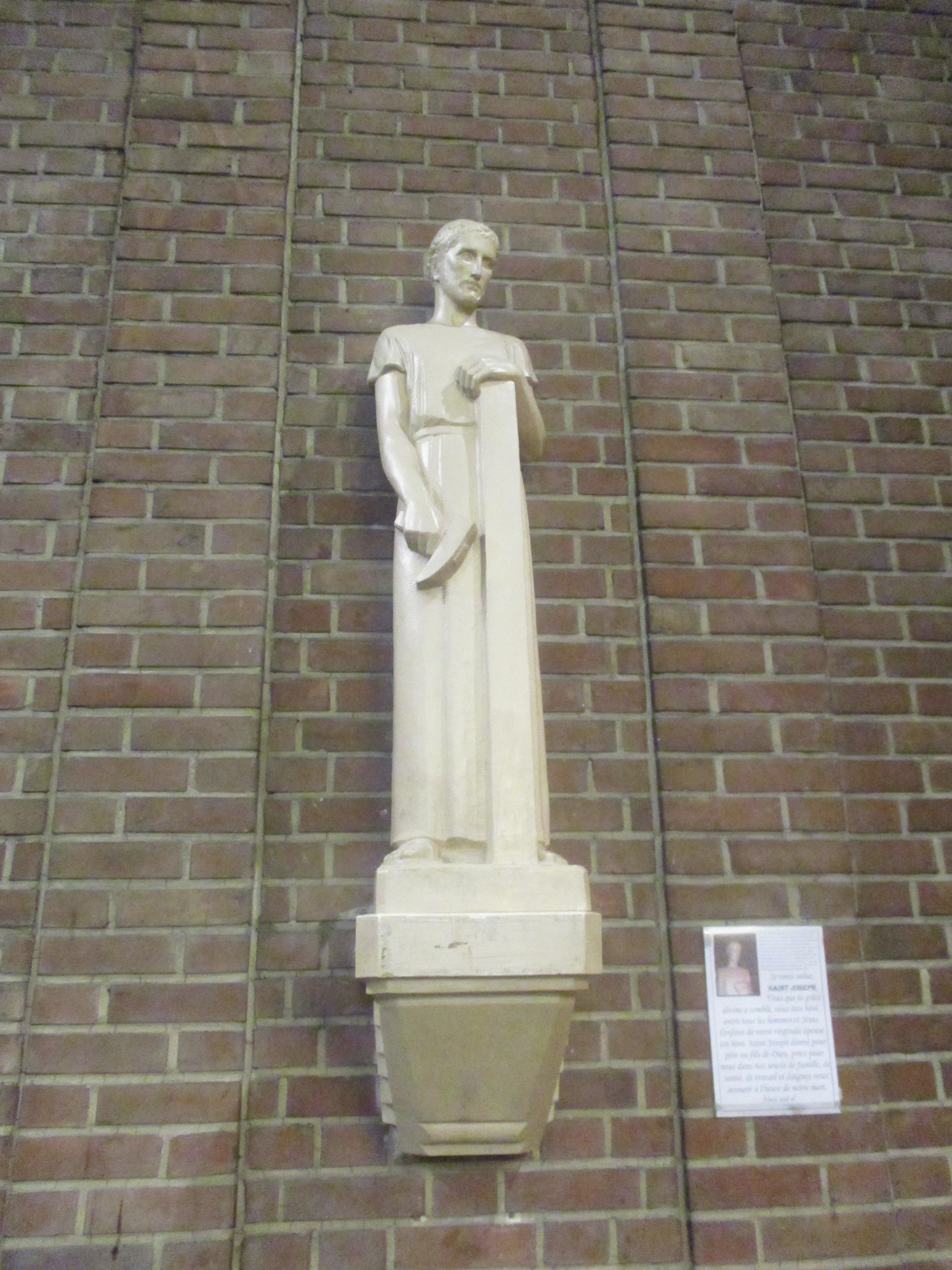
Statue de saint Joseph
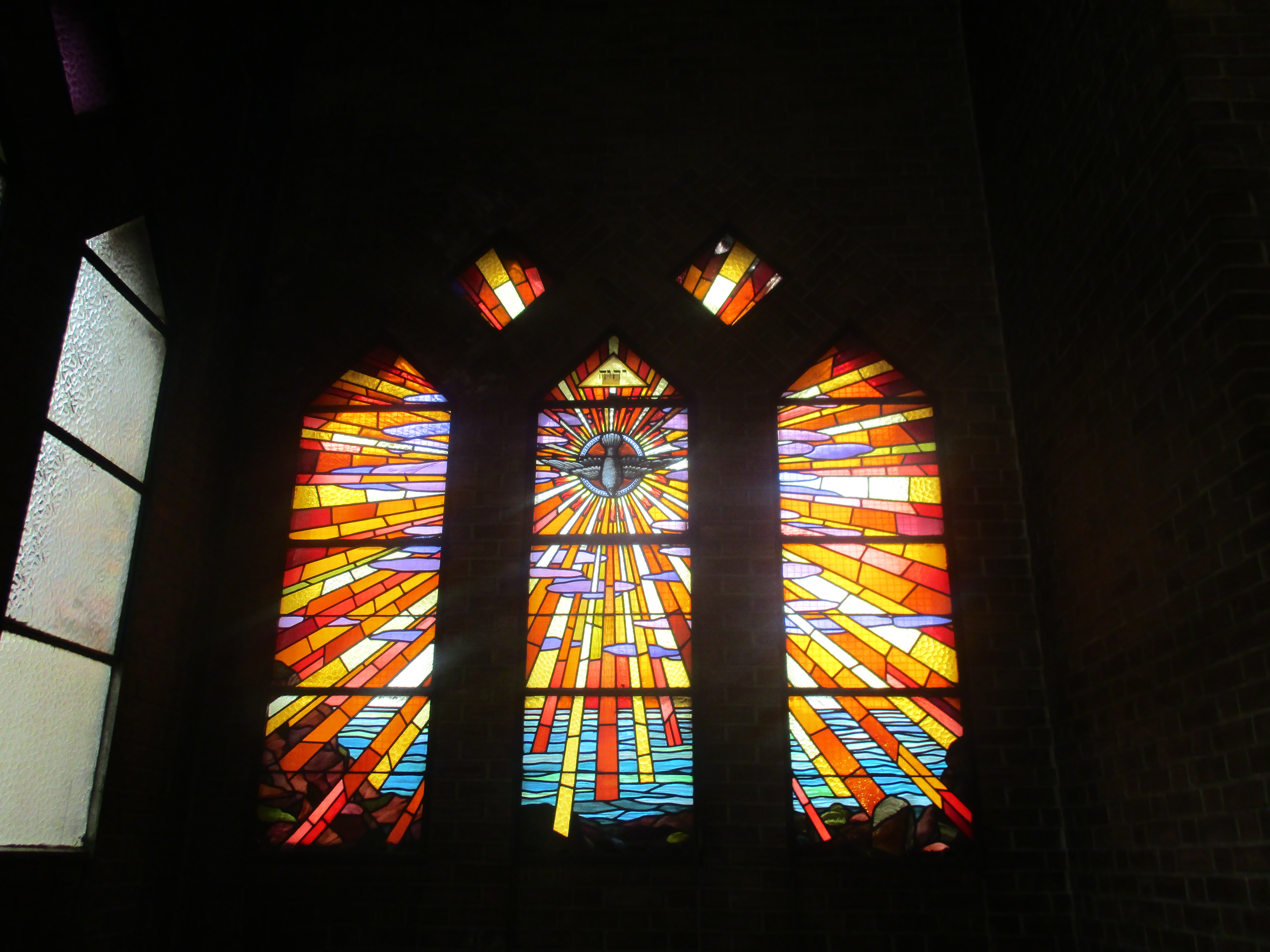
Vitrail du Saint-Esprit

## Paroisse
La paroisse compte 16 500 habitants, à La Courneuve, Drancy (cités des cosmonautes et de la résistance, centre commercial) et Bobigny. La Courneuve, 37 000 habitants , compte une autre paroisse autour de l’antique église Saint-Lucien. Dans la « cité des 4000 » construite à partir de 1963, une chapelle, l’Emmanuel, a été bâtie par l’architecte Renè Paliès, place Georges-Braque.
Le quartier compte aussi des lieux de culte musulman, hindouiste ou bouddhiste, sans compter les églises évangéliques.
La paroisse est desservie par les Fils de la charité.